# 布赖滕巴克
布赖滕巴克（法語：Breitenbach，发音：[bʁaitənbak] 或 [bʁaitənbax]）是法国下莱茵省的一个市镇，属于塞莱斯塔-埃尔什泰因区（Sélestat-Erstein）和米齐格县（Mutzig）。该市镇总面积11.73平方公里，2009年时的人口为701人。

## 人口
布赖滕巴克人口变化图示